# Хрущов, Иван Петрович
Иван Петрович Хрущов (Хрущев) (8 [20] августа 1841, Костромская губерния — 25 июля [7 августа] 1904, Царское Село) — российский филолог, педагог, издатель, историк русской литературы. Тайный советник (с 1894).

## Биография
Происходил из старинного дворянского рода Хрущовых. Родился 8 (20) августа 1841 года — сын отставного поручика лейб-гвардии Измайловского полка, а затем Юрьево-Повольского уездного судьи Костромской губернии Петра Ивановича Хрущова (1803—1850) и Федосьи Михайловны, урождённой Татариновой (?—1871).
Учился сначала в Московском университете, затем в Петербургском (вып. 1862). Был старшим учителем русской словесности в Олонецкой гимназии; в 1864 году перемещён в Новгородскую гимназию. В 1865 году был командирован на 2 года за границу; по возвращении в 1868 году защитил магистерскую диссертацию по истории русской литературы «Исследование о сочинениях Иосифа Санина, преподобного игумена Волоцкого» и вновь командирован за границу: в Штутгарте читал курс истории русской словесности королеве вюртембергской, великой княжне Вере Константиновне и герцогу Лейхтенбергскому.
В 1870—1878 годах — доцент Киевского университета. Занимая кафедру русской словесности в университете, был первым секретарём Общества Нестора Летописца и инспектором Киевского института благородных девиц (1871—1878). В 1875 году был пожалован в камер-юнкеры Высочайшего Двора.
В 1878 году был переведён в Санкт-Петербург, на службу в ведомству Императрицы Марии; с 1879 года был причислен также к Министерству народного просвещения, командирован для занятий в распоряжение попечителя Петербургского учебного округа и назначен членом постоянной комиссии для ведения дела народных чтений в Санкт-Петербурге.
В 1881—1882 годах — чиновник особых поручений при министре почт и телеграфов, а затем чиновник особых поручений при министре внутренних дел по делам почтового ведомства; со 2 апреля 1882 года — чиновник особых поручений V-го класса при министре народного просвещения И. Д. Делянове. В 1885 году пожалован в камергеры Высочайшего Двора. С 17 февраля 1888 года назначен также членом основного отдела Учёного комитета Министерства народного просвещения; с 1890 года — член Совета министра народного просвещения.
В 1896—1899 годах был попечителем Харьковского учебного округа.
С 8 июня 1864 года был женат на дочери Д. В. Поленова, Вере Дмитриевне (1844—1881); детей у них не было. По просьбе Поленова приезжал в имение в Ольшанка (ныне с. Красное Знамя Уваровского района) для приведения в порядок старинных семейных библиотек Д. В. Поленова и А. А. Воейкова; в конце 1892 года они были переданы в Тамбов и размещены в здании Общества народных чтений. Для объединенной библиотеки Хрущов добился статуса научной, получившей название Нарышкинской особой библиотеки — под его руководством был составлен печатный каталог «Список книг Д. В. Поленова и А. А. Воейкова, пожертвованных г. Тамбову» (СПб., 1894).
Был удостоен ряда высших российских орденов: Св. Станислава 1-й и 2-й (1882) степени, Св. Анны 1-й степени, Св. Владимира 2-й и 3-й (1887) степени; имел болгарский орден За гражданские заслуги 1-й степени.